# Terroryzm chemiczny
Terroryzm chemiczny – bezprawne, nielegalne użycie środków chemicznych wobec ludzi z zamiarem wymuszenia działania lub zastraszenia rządu, ludności cywilnej, lub jakiejkolwiek jej części, dla osiągnięcia celów osobistych, politycznych, społecznych lub religijnych. Czynnikiem rażenia są środki chemiczne w postaci cieczy lub gazów. Substancje chemiczne mogą być przenoszone za pomocą pocisków rakietowych, bomb lotniczych, pojemników czy przesyłek listowych. Podczas ataku chemicznego skażeniu ulega jedynie zaatakowany obszar.

## Ataki z wykorzystaniem broni chemicznej
W 16 marca 1988 roku doszło do ataku bronią chemiczną na miasto Halabdża przeprowadzonego przez irackie siły zbrojne wobec Kurdów. Ataków z wykorzystaniem środków chemicznych dokonała japońska sekta religijna Aum Shinrikyō. Przy użyciu sarinu członkowie sekty dokonali zamachów w Matsumoto oraz na tokijskie metro. W maju i czerwcu tego samego roku członkowie sekty dokonali nieudanych zamachów na metro przy użyciu m.in. cyklonu B.
Podczas wojny domowej w Syrii miał miejsce atak gazowy w Ghucie. Na skutek ataku zginęło 355-1821 osób a ponad 3600 uległo zatruciu.

## Środki chemiczne[6]
Wykorzystywane środki chemiczne należy podzielić na 4 kategorie
- Duszące - np. fosgen, chlor
- Działające na krew - cyjanowodór, chlorek cyjanu
- Parzące - iperyt
- Paraliżujące z serii G - tabun GA, sarin GB, soman GD
- Paraliżujące z serii V - VX

## Skutki
Długotrwałymi skutkami wykorzystania chemicznych środków bojowych były m.in. ciężkie problemy z oddychaniem, nowotwory, wrodzone wady rozwojowe, problemy psychiczne i neurologiczne, uszkodzenia skóry i oczu, bezpłodność.

## Prawo międzynarodowe
13 stycznia 1993 podpisana została Konwencja o zakazie broni chemicznej (CWC)